# Kúria döntése a huszártelepi szegregált iskola ügyében
A Kúria ezen döntése egy szegregációval kapcsolatos jogvitát zárt le a nyíregyházi Huszártelepi iskola ügyében. A jogvita központi kérdése az volt, hogy megvalósítja-e a magyar egyenlő bánásmód törvény szerinti jogellenes elkülönítést (szegregációt) az, hogy az önkormányzat átadta a telepi iskolaépületet és az iskola működtetését a görögkatolikus egyháznak, amelyben megnyitása után döntő többséggel roma etnikumú tanulók tanultak.  
A perben felperesként fellépő jogvédő alapítvány azt állította, hogy a telepi iskola újranyitása, valamint az önkormányzat által fenntartott iskolabusz megszüntetése jogellenes elkülönítést eredményezett, mivel így a roma gyerekek számára nem volt valós alternatíva más iskolák látogatására. A bíróság első- és másodfokon helyt adott a keresetnek, megállapítva a jogellenes elkülönítést. A Kúria azonban megváltoztatta az ítéletet, és elutasította a keresetet.

## A döntés lényege
A Kúria indokolása szerint az iskola átadása nem valósított meg elkülönítést, mivel annak célja a szabad vallásgyakorlás és a nemzetiségi oktatás volt, amelyek a magyar egyenlő bánásmód törvény szerint kimentési okoknak minősülnek. A buszjárat megszüntetése sem jelentett szegregációt, mert nem jogszabályi kötelezettségen alapult. A döntő érv az volt, hogy a szülők önként és tájékozottan választották az iskolát, és nem volt bizonyított oktatási hátrány. 

## Tényállás
A nyíregyházi Huszártelepen 1958 óta működött általános iskola, amely elsősorban a helyi roma közösség gyermekei számára biztosított oktatást. 2007-ben Nyíregyháza Megyei Jogú Város Önkormányzata egy szakértői vélemény alapján megállapította, hogy az iskola telepszerűen és elkülönülten működött, vagyis szegregált oktatás folyt ott.
Egy civil jogvédő szervezet jogi lépéseket tett a szegregáció miatt, ám a per félbeszakadt, mert az önkormányzat időközben úgy döntött, hogy az iskolát jogutód nélkül megszünteti. Az iskola bezárása után az önkormányzat más városi iskolákba irányította át a Huszártelepen élő tanulókat, és buszjáratot indított számukra, hogy biztosítsa az oktatáshoz való hozzáférést.
A helyzet 2011-ben változott meg, amikor a magyar görögkatolikus egyház az önkormányzattal megállapodást kötött egy új iskola létrehozásáról a telepen. Az egyház vállalta, hogy a halmozottan hátrányos helyzetű gyermekek oktatására kiemelt figyelmet fordít, és megfelelő színvonalú oktatást biztosít. Az önkormányzat támogatásként az iskolaépületet ingyenesen használatba adta, és leállította a korábban biztosított iskolabusz szolgáltatást. Helyette a diákok számára 30%-os bérlettámogatást nyújtott a helyi közlekedéshez.
Ez a fejlemény vezetett a későbbi jogvitához, amelyben a jogvédő szervezet felperes azt állította, hogy az újraindított iskola működése ismét jogellenes elkülönítést valósít meg, mivel túlnyomó többségben roma gyerekek tanulnak ott és nincsen számukra tényleges alternatívát nyújtó egyéb iskola. 

## Pertörténet
Az eljárást egy jogvédő alapítvány indította meg, amely az esélyegyenlőség és az egyenlő bánásmód elveinek érvényesítése érdekében jogosult ilyen típusú perek lefolytatására. Az alapítvány szerint a Huszártelepen újranyitott, egyházi fenntartású iskola működése jogellenes elkülönítést eredményezett.
Az ügy öt alperessel szemben indult. Az I. rendű alperes Nyíregyháza Megyei Jogú Város Önkormányzata volt, amely az iskolaépület átadásáért és a korábbi integrációs intézkedések (pl. iskolabusz) megszüntetéséért felelt. A II. rendű alperes a görögkatolikus egyház volt, mint az iskola fenntartója. A III. rendű alperes a Huszártelepen működő iskola, míg a IV. rendű alperes az egyház másik, belvárosi iskolája volt. Az V. rendű alperes egy később létrejött, az oktatási ügyekben eljáró állami szerv volt, amely az önkormányzat jogutódjaként vett részt a perben.
A felperes kérte, hogy a bíróság mondja ki a következőket:
- Az önkormányzat és az egyház közötti megállapodás semmis, mert jogellenes célra irányul, illetve jogellenes hatást eredményez.
- Az iskolaépület átadása, az iskolabusz megszüntetése, valamint az egyházi iskola fenntartása jogellenes elkülönítést (szegregációt) valósít meg.
- Az érintett iskolákat és az önkormányzatot kötelezzék a jogsértés megszüntetésére és további jogsértő magatartás mellőzésére.
- Az eredeti állapot helyreállítását (azaz a támogatási szerződés előtti helyzet visszaállítását) rendelje el a bíróság.[7]

Az elsőfokú bíróság helyt adott a felperesi érvek egy részének, és megállapította a jogellenes elkülönítés fennállását. A másodfokú bíróság ezt az ítéletet helybenhagyta, kisebb pontosítással. Az I.- IV. rendű alperesek azonban felülvizsgálati kérelmet nyújtottak be a Kúriához, így az ügy legfelsőbb bírósági szintre került. A Kúria végül az első- és másodfokú ítéleteket hatályon kívül helyezte, és a keresetet teljes egészében elutasította. 

## A Kúria érvelése
A felülvizsgálati eljárás során a Kúria azt vizsgálta, hogy megvalósult-e jogellenes elkülönítés (szegregáció) a Huszártelepi egyházi iskola működtetésével. A legfőbb bírói fórum több fontos kérdésben is eltért az alsóbb fokú bíróságok megállapításaitól, és végül elutasította a felperesi keresetet.
1. Az iskolaépület átadása nem jelent jogellenes elkülönítést
A Kúria szerint az önkormányzat által az egyháznak ingyenesen átadott iskolaépület célja a vallási nevelés és az oktatás biztosítása volt, nem pedig elkülönítés. Ezért önmagában az épület átadása nem sértette az egyenlő bánásmód követelményét.
2. Az iskolabusz megszüntetése nem valósít meg jogellenes elkülönítést
A Kúria úgy ítélte meg, hogy az iskolabusz működtetése nem volt jogszabályi kötelezettség. A járat megszüntetése nem jelent automatikusan hátrányos megkülönböztetést, és önmagában nem eredményezte a roma diákok elkülönítését.
3. A különös kimentési ok teljesült
Az esélyegyenlőségi törvény (Ebktv.) lehetőséget biztosít arra, hogy egyes esetekben vallási alapon működő iskolákban elkülönülés jöjjön létre, amennyiben teljesül három feltétel: a szülők önkéntes kezdeményezése, vallási meggyőződésen alapuló választás, és azonos szintű oktatás biztosítása. A Kúria álláspontja szerint ezek a feltételek fennálltak.
- A  helyi roma nemzetiségi önkormányzat és a szülők támogatták az iskola újranyitását.
- A  szülők rendelkeztek elegendő információval a választáshoz.[14]
- Az oktatás színvonalát a felperes nem vitatta, így az nem képezte vita tárgyát.

A Kúria hangsúlyozta, hogy a szülők döntése önkéntes és informált volt, és az iskola nem jelentett alacsonyabb színvonalú oktatást, így az esetben nem áll fenn jogellenes elkülönítés. Az alperesek sikeresen éltek az esélyegyenlőségi törvényben foglalt kimentési okkal, ezért magatartásuk nem valósít meg jogellenes elkülönítést.

## A döntés rendelkező része és elvi tartalma
A Kúria döntésében hatályon kívül helyezte a korábbi, jogerős ítélet jogsértést megállapító rendelkezéseit, és a felperes teljes keresetét elutasította. Emellett a bíróság a felperest kötelezte a felülvizsgálati eljárás költségeinek megfizetésére az önkormányzat (I. rendű alperes) javára.
A döntés elvi tartalma a Bírósági Határozatok Gyűjteményében a következő módon került megfogalmazásra: Nem állapítható meg a szegregáció, ha egy egyházi oktatási intézménybe többségében roma gyermekek járnak, amennyiben ez a szülők önkéntes, informált választása alapján hozott döntésen alapul és az oktatás színvonala miatt hátrányt nem szenvednek. 
A Kúria ezzel egy olyan hárompontos feltételrendszert állított fel, amely alapján a hasonló esetekben megítélhető, hogy sérül-e az egyenlő bánásmód követelménye. Mivel a jelen ügyben a Kúria megítélése szerint mindhárom feltétel teljesült, a szegregáció megállapításának jogi alapja hiányzott.

## A döntés megjelenése a médiában és folyóiratokban
A Kúria döntését és annak előzményeit különböző magyar nyelvű hírportálok és egyéb online újságok is lehozták. Cikkek jelentek meg többek között a HVG-n, a  Mandineren, a 24.hu-n, a Magyar Narancsban, a Nyelv és Tudományon, az atlatszo.hu-n és a Magyar Nemzetben.
Dr. Kegye Adél, a felperesi jogvédő alapítvány egyik jogi képviselője az ELTE Társadalomtudományi Karának tudományos folyóiratában, a Fundamentum 2015. évi 1. számában kritizálta a Kúria döntését.